# Турска на Светском првенству у атлетици на отвореном 2019.
Турска је на 17. Светском првенству у атлетици на отвореном 2019. одржаном у Дохи од 27. септембра до 6. октобра учествовала седамнаести пут, односно учествовала је на свим светским првенствима одржаним до данас. Према пријави репрезентацију Турске представљало је 18 атлетичара (10 мушкараца и 8 жена), који су се такмичили у 12 атлетских дисциплина (7 мушких и 5 женских).,
На овом првенству такмичари Турске нису освојили ниједну медаљу. У табели успешности према броју и пласману такмичара који су учествовали у финалним такмичењима (првих 8 такмичара) Турска је са 3 учесника у финалу заузела 35. место са 11 бодова.
| Плас. | Земља  | 1. место | 2. место | 3. место | 4. место | 5. место | 6. место | 7. место | 8. место | Бр. финал. | Бод. |
| ----- | ------ | -------- | -------- | -------- | -------- | -------- | -------- | -------- | -------- | ---------- | ---- |
| 35.   | Турска | 0        | 0        | 0        | 0        | 2        | 1        | 0        | 0        | 3          | 11   |

## Учесници
| Мушкарци: - Рамил Гулијев — 200 м, 4х100 м - Полат Кембоји Арикан — Маратон - Мерт Гирмалегесе — Маратон - Јасмани Копељо — 400 м препоне - Жак Али Харви — 4х100 м - Емре Зафер Барнес — 4х100 м - Кајхан Озер — 4х100 м - Салих Коркмаз — 20 км ходање - Неџати Ер — Троскок - Озкан Балтаџи — Бацање кладива | Жене: - Елван Абејлегасе — Маратон - Фадиме Челик — Маратон - Озлем Каја — 3.000 м препреке - Тугба Гувенц — 3.000 м препреке - Мерјем Бекмез — 20 км ходање - Ајше Текдал — 20 км ходање - Емел Дерели — Бацање кугле - Еда Тугсуз — Бацање копља |

## Резултати

### Мушкарци
| Атлетичар                                                 | Дисциплина     | Лични рекорд | Предтакмичење    | Предтакмичење    | Квалификације        | Квалификације | Полуфинале            | Полуфинале            | Финале   | Финале      | Детаљи |
| Атлетичар                                                 | Дисциплина     | Лични рекорд | Резултат         | Место            | Резултат             | Место         | Резултат              | Место                 | Резултат | Место       | Детаљи |
| --------------------------------------------------------- | -------------- | ------------ | ---------------- | ---------------- | -------------------- | ------------- | --------------------- | --------------------- | -------- | ----------- | ------ |
| Рамил Гулијев                                             | 200 м          | 19,76 НР     |                  |                  | 20,27 КВ             | 2. у гр. 1    | 20,16 КВ              | 2. у гр. 1            | 20,07    | 5 / 50 (53) |        |
| Полат Кембоји Арикан                                      | маратон        | 2:08:14      |                  |                  |                      |               | Нису завршили трку    | Нису завршили трку    |          |             |        |
| Мерт Гирмалегесе                                          | маратон        | 2:11:07      |                  |                  |                      |               | Нису завршили трку    | Нису завршили трку    |          |             |        |
| Јасмани Копело                                            | 400 м препоне  | 47,81 НР     | 49,75 кв         | 5. у гр. 5       | 48,39 (.386) КВ, ЛРС | 2. у гр. 1    | 48,25                 | 6 / 38 (39)           |          |             |        |
| Кајхан Озер Жак Али Харви Емре Зафер Барнес Рамил Гулијев | 4 х 100 м      | 37,98 НР     | Дисквалификовани | Дисквалификовани |                      |               | Нису се квалификовали | Нису се квалификовали |          |             |        |
| Салих Коркмаз                                             | 20 км ходање   | 1:20:35 НР   |                  |                  |                      |               | 1:27:35               | 5 / 40 (53)           |          |             |        |
| Неџати Ер                                                 | Троскок        | 17,37 НР     | 16,87 кв         | 6. у гр. Б       |                      |               | 16,34                 | 11 / 33               |          |             |        |
| Озкан Балтаџи                                             | Бацање кладива | 77,50        | 73,19            | 11. у гр. Б      | Није се квалификовао | 20 / 31       |                       |                       |          |             |        |

### Жене
| Атлетичар        | Дисциплина       | Лични рекорд | Квалификације    | Квалификације    | Полуфинале   | Полуфинале | Финале                | Финале             | Детаљи |
| Атлетичар        | Дисциплина       | Лични рекорд | Резултат         | Место            | Резултат     | Место      | Резултат              | Место              | Детаљи |
| ---------------- | ---------------- | ------------ | ---------------- | ---------------- | ------------ | ---------- | --------------------- | ------------------ | ------ |
| Елван Абејлегасе | Маратон          | 2:29:30      |                  |                  |              |            | Нису завршиле трку    | Нису завршиле трку |        |
| Фадиме Челик     | Маратон          | 2:35:27      |                  |                  |              |            | Нису завршиле трку    | Нису завршиле трку |        |
| Олзем Каја       | 3.000 м препреке | 9:30,23      | 9:48,08          | 13. у гр. 1      |              |            | Нису се квалификовале | 32 / 42 (43)       |        |
| Тугба Гувенц     | 3.000 м препреке | 9:26,09      | 10:13,79         | 15. у гр. 2      | 42 / 42 (43) |            | Нису се квалификовале |                    |        |
| Мерјем Бекмез    | 20 км ходање     | 1:29:36 НР   |                  |                  |              |            | 1:39:36               | 24 / 52 (61)       |        |
| Ајше Текдал      | 20 км ходање     | 1:32:01      | Дисквалификована | Дисквалификована |              |            |                       |                    |        |
| Емел Дерели      | Бацање кугле     | 18,57 НР     | 17,71            | 8. у гр. Б       |              |            | Нису се квалификовале | 16 / 27            |        |
| Еда Тугсуз       | Бацање копља     | 67,21 НР     | 58,28            | 11. у гр. А      | 20 / 31      |            | Нису се квалификовале |                    |        |